# Anno gaussiano
Un anno gaussiano è definito come 365.2568983 giorni. Fu adottato da Carl Friedrich Gauss come lunghezza dell'anno siderale nei suoi studi sulla dinamica del sistema solare. Un valore leggermente diverso viene oggi accettato come lunghezza dell'anno siderale, ed al valore accettato da Gauss viene dato appunto il nome di anno di Gauss.
Una particella di massa trascurabile che orbiti con periodo di un anno di Gauss attorno ad un corpo di massa pari ad una massa solare ha il raggio medio dell'orbita pari per definizione ad un'unità astronomica. Il valore è ricavato dalla terza legge di Keplero:
{\displaystyle {\mbox{1 anno gaussiano}}={\frac {2\pi }{k}}}
dove
k è la costante gravitazionale di Gauss.

Un anno gaussiano è calcolato in modo tale che la distanza Terra-Sole risulti costante e pari ad una unità astronomica.